# た
た en hiragana ou タ en katakana sont deux kanas, caractères japonais qui représentent la même more. Ils sont prononcés /ta/ et occupent la 16e place de leur syllabaire respectif, entre そ et ち.

## Origine
L'hiragana た et le katakana タ proviennent, via les man'yōgana, des kanjis 太 et 多, respectivement.

## Diacritiques
た et タ peuvent être diacrités pour former だ et ダ et représenter le son /da/.

## Romanisation
Selon les systèmes de romanisation Hepburn, Kunrei et Nihon, た et タ se romanisent en « ta » et だ et ダ en « da ».

## Tracé
L'hiragana た s'écrit en quatre traits.

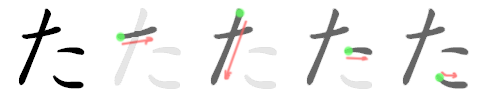
Ordre des traits pour た.

1. Trait horizontal, de gauche à droite.
2. Trait vertical, légèrement diagonal et orienté vers la gauche, coupant le premier trait.
3. Trait horizontal, à droite des deux premiers.
4. Trait horizontal, sous le troisième.

Le katakana タ s'écrit en trois traits.

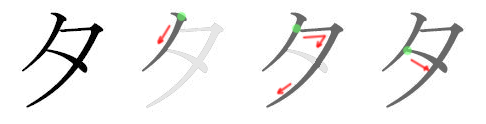
Ordre des traits pour タ.

1. Trait diagonal, de droite à gauche.
2. Trait horizontal, de gauche à droite, coupant le premier et se terminant par une diagonale droite à gauche.
3. Trait diagonal, coupant le deuxième trait à la moitié de sa diagonale.

Les deux premiers traits correspondent au tracé de ク.

## Représentation informatique
- Unicode[1],[2] :
  - た : U+305F
  - タ : U+30BF
  - だ : U+3060
  - ダ : U+30C0